# Guangzhou
Guangzhou (forenklet kinesisk: 广州; traditionelt kinesisk: 廣州; fransk translitteration Canton) er det administrative center i regionen Guangdong i Folkerepublikken Kina, og er med sine 18.676.605(2020) indbyggere en af de største byer i Kina. Guangzhou-Foshan metropolområdet er det tredje folkerigeste storbyområde i Kina med 19.075.000 (2016)  indbyggere. Guangzhou ligger på kysten mod det Sydkinesiske Hav. Provinsen omfatter egentlig også de særlige administrative regioner Hongkong og Macao.
Det 5-stjernede China Hotel i Guangzhous forretningsdistrikt (tilknyttet hotelkæden Marriott) var ved indvielsen i 1979 med sine 1200 værelser det største og mest moderne i Fastlandskina.

## Politik og myndigheder
Den lokale leder i Kinas kommunistiske parti er Zhang Shuofu. Borgmester er Wen Guohui, pr. 2021.

## Transport
Guangzhou Baiyun International Airport er byens primære lufthavn. 